# Manfred Ach (Schriftsteller)

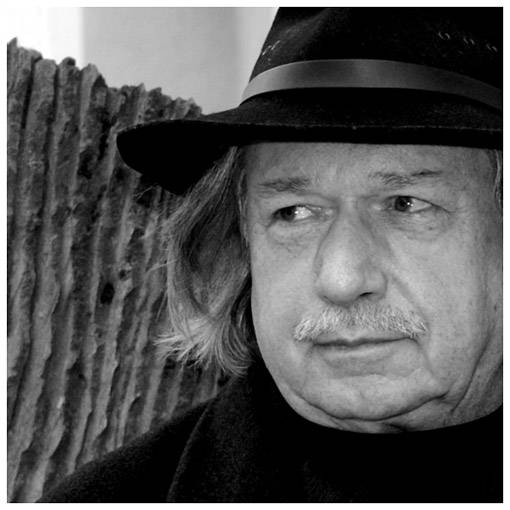
Manfred Ach (2013)

Manfred Ach (* 21. November 1946 in Grünwald im Isartal) ist ein deutscher Schriftsteller und Verleger.

## Leben
Manfred Ach studierte Germanistik, Philosophie und Theologie an der Ludwig-Maximilians-Universität München. 33 Jahre war er hauptberuflich Lehrer und 30 Jahre davon in der Schulleitung eines Gymnasiums tätig. Er übte nebenberufliche und ehrenamtliche Tätigkeiten aus, u. a. 15 Jahre in der Schriftleitung einer pädagogischen Monatszeitschrift und 15 Jahre im Vorstand der „Elterninitiative zur Hilfe gegen seelische Abhängigkeit und religiösen Extremismus“. Er lebt in Bayern und Wien.
Schriftsteller ist Ach seit 1964. Literarische Schwerpunkte sind Lyrik, Kurzprosa und Aphorismen. Sein erster Gedichtband erschien 1967. Bis 2019 hat Ach über 200 eigene Bücher und Medien publiziert. Daneben veröffentlichte er 1600 Beiträge in 545 Printmedien (Anthologien, Bücher, Zeitungen, Zeitschriften und Texthefte).
Ach war 1976 Mitbegründer des Verlags der Arbeitsgemeinschaft für Religions- und Weltanschauungsfragen (ARW), den er seit 1991 im Alleingang führt. Die ARW publiziert Quellenmaterial zu Pseudowissenschaften, religiösen Randgruppen, extremistischen Kulten, weltanschaulichen Sekten und ideologischen Fundamentalismen sowie „kritische und apologetische Literatur und Kurioses aus dem Untergrund des Abendlandes“. In der ARW hat Ach etwa 300 Titel anderer Autoren ediert. Er selbst steuerte darüber hinaus Sachbücher bei und verlegte dort auch seine Mönch-Notizen in 72 Folgen. 
Nachdem Wien sein bevorzugter Aufenthaltsort geworden ist, wurde er 2009 Mitglied der Grazer Autorinnen Autorenversammlung.
2018 zeigte die Gesellschaft für zeitgenössische Lyrik e. V. (GZL) im Haus des Buches in Leipzig eine Ausstellung seiner Bücher.

## Publikationen

### Buch-Publikationen (Auswahl)
- Panoramatisches. Eine Auswahl von Veröffentlichungen in Zeitschriften, Anthologien und Literaturforen 2012-2018. Bavaria/Vienna 2018 (Edition Ludwig im Tale)
- Banalität und Barbarei. Michael Heininger: Zeichnungen. Manfred Ach: Vorwort und Aphorismen. München 2017 (Verlag Christoph Dürr)
- Wie Hitler wurde, was er war. Der aktuelle Befund. München 2016 (Dokumentations-Edition der ARW)
- KrACHer. Affos. Wien 2015 (Verlagshaus Hernals)
- Meine Wenigkeit. Aphorismen. Aachen 2012 (Shaker Media)
- Von mir aus (Band 1–12). München 2011/12 (Edition Ludwig im Tale)
- Das Nekrodil. Wie Hitler wurde, was er war. München 2010 (Irmin-Edition der ARW)
- Hey Joe. Prosa. Augsburg 2008 (Maro Verlag)
- Am Tisch der Sehnsucht. Gedichte. Mit Bildern von Orsa. München 2004 (Edition Ludwig im Tale)
- Zu Rande gekommen. Gedichte. München 2003 (Edition Ludwig im Tale)
- Zwiefacher. Prosa. München 2002 (Edition Ludwig im Tale)
- Cadavre exquis oder corpus delicti. Mit Cartoons von Michael Heininger. München 2002 (Verlag der Galerie Christoph Dürr)
- Das betretene Schweigen. Gedichte. München 2001 (Hagen Verlag)
- WerkStattBericht. Prosa. Augsburg 1998 (Maro Verlag)
- HalloWien. Lyrik und Prosa. München 1997 (Edition Ludwig im Tale)
- Schädellektion. Prosa, mit Bildern von Wolfgang Krinninger. München 1996 (Attila Maria Edition)
- Mit Engels Zunge. Tanka-Ketten. München 1996 (Edition Ludwig im Tale)
- Fraktale Fabeln. Drei Endlos-Texte. München 1995 (Hagen Verlag)
- Geschichten aus der Brunnenwelt. Prosa. München 1994 (Attila Maria Edition)
- Husarenstücke. Handstreiche in Prosa und Vers. München 1992 (Hagen Verlag)
- Blick über den VenusHügel. Sprechstück. Mit Benedikt Kronenbitter und Anton Wallner. München 1992 (Medusa Verlag)
- Zündsilben. 100 Haiku, mit 50 Streichholzbildern von Ugo Dossi. München 1991 (Hagen Verlag)
- Alte Fotos. Prosa. Augsburg 1990 (Maro Verlag)
- Gefährlich ist der bunte Rock. 40 Gedichte. München 1990 (Hagen Verlag)
- Zungensalat / Launige Litaneien. Mit Cartoons von Michael Heininger. München 1990 (Hagen Verlag)
- Das Himmelsalphabet. 72 Gedichte. München 1989 (Nada-Edition der ARW)
- Joris-Karl Huysmans und die okkulte Dekadenz. Mit Johannes Jörgensen. München 1980 (Nada-Edition der ARW)
- Untertagwerk. Ausgewählte Gedichte 1964-1974. Augsburg 1979 (Maro Verlag)
- Anarchismus. München 1979 (EPV-Verlag)
- Percussion. Langes Gedicht für Pietro Valpreda. Hamburg 1977 (Edition Nautilus)
- An der Nase des Mannes erkennt man den Johannes. Cartoons: Michael Heininger. München 1975 (Georg Lentz Verlag)
- Beste Empfehlungen. Gedichte von '68 und danach. Hamburg 1974 (MaD Verlag Lutz Schulenburg)
- Gegendarstellungen. Lyrische Parodien, hrsg. zusammen mit Manfred Bosch. Atelier Verlag, Andernach 1974.
- Moratorium. Prosa. Mit 38 Illustrationen des Autors. Augsburg 1973 (Maro Verlag)
- Undine. Lyrik. Graphiken von Winfrid Jerney. Collagen: Ach und Jerney. München 1967

### Bild & Ton (Auswahl)
- Highpriest. CD. Mit Peter Frohmader (Musik) und Mathias Erbe (Booklet). München 2008 (Nekropolisrecords)
- Mit meines Maules Trommel. Manfred Ach liest Litaneien. CD, München 2007
- Jazz an Prosa. Manfred Ach liest „Zwiefacher“ (mit Constanze Pabst). Am Piano: Wendl Heiß. Doppel-CD, München 2006
- WerkStattBericht. Doppel-CD. Inszenierte Lesung. Anders Ateliers Wien 2005
- sage & schreibe. Eine poetische Performance von Manfred Ach. DVD. Produktion: Wolfgang Neugebauer. München 2005
- Kunstschnee. Live-Mitschnitt einer Lesung von Manfred Ach. DVD. Produktion Wolfgang Neugebauer. München 2005
- Die Geschichte der Bibel. Das Alte Testament in einer Bearbeitung für Kinder. 9 LPs / Kassetten. München 1973f (Ariola)